# 237 (szám)
A 237 (római számmal: CCXXXVII) egy természetes szám, félprím, a 3 és a 79 szorzata.

## A szám a matematikában
A tízes számrendszerbeli 237-es a kettes számrendszerben 11101101, a nyolcas számrendszerben 355, a tizenhatos számrendszerben ED alakban írható fel.
A 237 páratlan szám, összetett szám, azon belül félprím, kanonikus alakban a 31 · 791 szorzattal, normálalakban a 2,37 · 102 szorzattal írható fel. Négy osztója van a természetes számok halmazán, ezek növekvő sorrendben: 1, 3, 79 és 237.
A 237 négyzete 56 169, köbe 13 312 053, négyzetgyöke 15,3948, köbgyöke 6,18846, reciproka 0,0042194. A 237 egység sugarú kör kerülete 1489,11492 egység, területe 176 460,11776 területegység; a 237 egység sugarú gömb térfogata 55 761 397,2 térfogategység.
A 237 helyen az Euler-függvény helyettesítési értéke 156, a Möbius-függvényé 1, a Mertens-függvényé 1.